# Карло Монти
Карло Монти (итал. Carlo Monti; Милано, 24. април 1920 — Милано, 17. април 2016) бивши је италијански атлетичар, који се такмичио у трци на 100 метара.

## Биографија
Италијански спринтер, освојио је бронзану медаљу на Европско првенство у атлетици на отвореном 1946. у трци на 100 метара. Две године касније на Олимпијским играма у Лондону осваја поново бронзану медаљу са италијанском штафетом 4 х 100 метара у саставу Микеле Тито, Енрико Перукони, Антонио Сиди и Карло Монти.
Касније је био новинар и писац. Године 2009. написао је књигу „Cento per Cento”

## Значајнији резултати
| Год   | Такмичење          | Место                        | Дисциплина | Пласман | Резултат | Бел. |
| ----- | ------------------ | ---------------------------- | ---------- | ------- | -------- | ---- |
| 1946. | Европско првенство | Осло, Норвешка               | 100 м      |         | 10,8     |      |
| 1948. | Олимпијске игре    | Лoндон, Уједињено Краљевство | 4×100 м    |         | 41,5     |      |

Карло Монти је 8 пута био индивидуални првак Италије:
- 4 победе на 100 метара (1940, 1941, 1946, 1947)
- 4 победе на 200 метара (1941, 1942, 1946, 1949)